# 皮里韋維

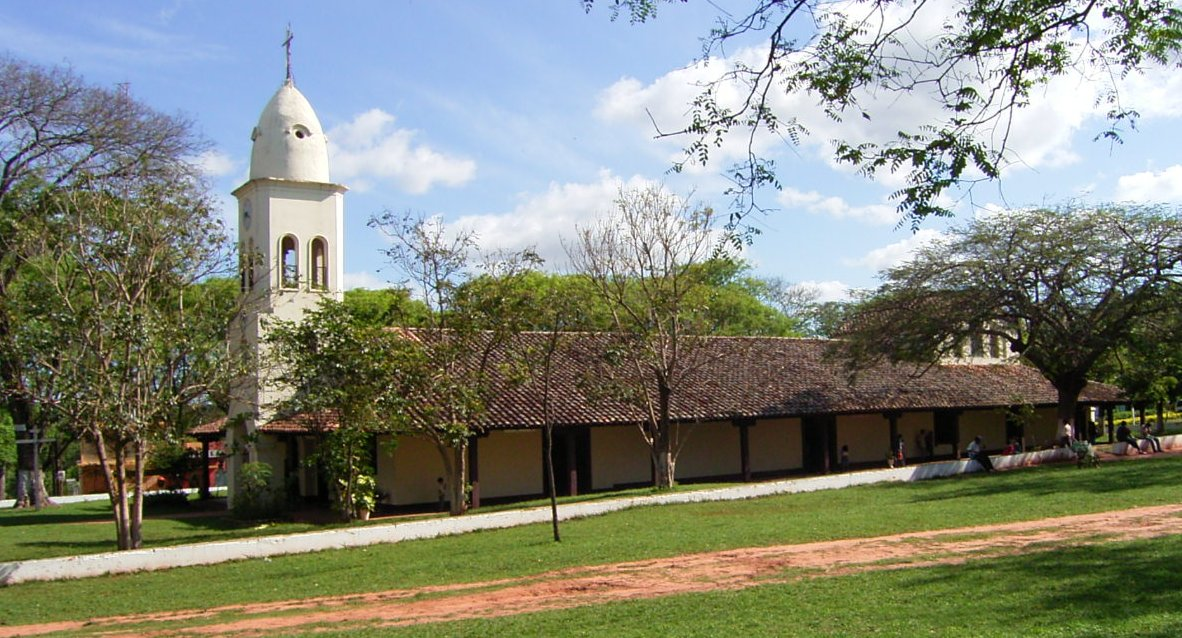

皮里韋維是巴拉圭的城市，由科迪勒拉省負責管轄，距離首都亞松森74公里，面積209平方公里，海拔高度95米，2002年人口19,594，人口密度每平方公里93.75人。
25°28′45″S 57°03′00″W / 25.47917°S 57.05000°W